# پوکاراجو (کاتاک)
پوکاراجو (به اسپانیایی: Pucarajo) یک کوه در پرو است که در Catac District واقع شده‌است. پوکاراجو ۵٬۰۰۰ متر بالاتر از سطح دریا واقع شده‌است.